# Денисенко Іван Федорович
Іва́н Фе́дорович Денисе́нко  (14 жовтня 1916, станиця Ахтанізовська, тепер Темрюцького району Краснодарського краю, Російська Федерація — 2008, Російська Федерація) — радянський державний діяч, начальник Головного управління рибної промисловості Азово-Чорноморського басейну. Депутат Кримської обласної ради депутатів трудящих (1965—1977).

## Життєпис
Народився в родині кубанських козаків. Батько загинув під час Першої світової війни.
У 1929 році разом із родиною вступив до рибного колгоспу імені Сталіна. У 1932 році закінчив школу селянської молоді.
З 1932 року працював чорноробом у доці (елінгу) та разом із бригадою піднімав кораблі для їхнього подальшого ремонту на Керченському судноремонтному заводі. 
З 1934 до 1935 року навчався в Керченській школі морського учнівства, здобув спеціальність машиніста-дизеліста 1-го класу та слюсаря.
У 1936 році вступив на третій курс Керченського вечірнього робітничого факультету, а з 1937 року навчався на факультеті промислового рибальства Астраханського інституту рибної промисловості, здобував спеціальність інженера-механіка.
З п'ятого (переддипломного) курсу інституту у серпні 1941 року Іван Денисенко був направлений до Камишинського танкового училища під Сталінградом. 
З серпня 1942 до 1945 року служив у Червоній армії, учасник німецько-радянської війни. Спочатку командував танком Т-60, потім танком Т-34. Через місяць бойових дій був призначений командиром танкового взводу, потім роти. Потім служив начальником штабу — першим заступником командира танкового батальйону. Воював на Сталінградському, Південному, 3-му та 4-му Українських фронтів, був двічі поранений, двічі контужений. Наприкінці 1944 року через поранення був визнаний непридатним до стройової військової служби та направлений до штабу Харківського військового округу, де служив до демобілізації в 1945 році. Член ВКП(б).
У 1945—1948 роках — головний механік Єнікальського рибозаводу.
У 1948—1949 роках — головний механік Керченського рибозаводу.
У 1949—1952 роках — головний інженер Кримського обласного управління моторно-рибальських станцій.
У 1952—1954 роках — заступник керуючого Кримського Держрибтресту в місті Сімферополі.
У 1954—1956 роках — начальник Кримського управління моторно-рибальських станцій.
У лютому 1956 — травні 1957 року — заступник міністра рибної промисловості Української РСР та член колегії Міністерства рибної промисловості УРСР.
У 1957—1961 роках — начальник відділу рибної промисловості Держплану Української РСР.
У 1958 році захистив диплом інженера-механіка промислового рибальства в Московському інституті рибної промисловості.
У 1961—1962 роках — начальник Головного управління рибного господарства Української ради народного господарства (Укрраднаргоспу).
У 1962—1976 роках — начальник Головного управління рибної промисловості Азово-Чорноморського басейну в місті Севастополі.
У 1976—1977 роках — перший начальник Всесоюзного рибопромислового об'єднання (ВРПО) Азово-Чорноморського басейну («Азчорриба»).
У 1977—1979 роках — начальник Всесоюзного рибопромислового об'єднання (ВО) «Союзрибпромзбут» у Москві.
У 1979 році — в.о. заступника начальника Всесоюзного об'єднання «Союзсетеснасть» у Москві.
На початку 1980 року заарештований за звинуваченням у отриманні хабара. Перебував у слідчому ізоляторі в Лефортово (Москва) та проходив у т.зв. «Рибній справі». Потім був засуджений до 12 років ув'язнення, яке відбував у Тульському виправно-трудовому таборі. Наприкінці 1980-х справу переглянули, Денисенка повністю реабілітували.
Повернувся до Міністерства рибної промисловості СРСР, але після перенесеної операції став інвалідом 1-ї групи та вийшов на пенсію. Вів активну громадську діяльність у Раді ветеранів.
Помер 2008 року.

## Нагороди і відзнаки
- орден Трудового Червоного Прапора
- п'ять орденів
- 20 медалей
- Почесна грамота Президії Верховної Ради Української РСР (14.10.1966)
- Заслужений працівник рибної промисловості СРСР
- Почесний працівник рибної промисловості Російської Федерації